# Віррал
Метрополітенське боро Віррал (англ. Metropolitan Borough of Wirral) — одне з п'яти метрополітенських боро у церемоніальному графстві Мерсісайд, регіоні Північно-Західна Англія. Адміністративний центр — місто Волласі. 

## Географія

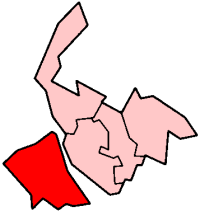
Віррал (червоним) на мапі Мерсісайду

Віррал займає більшу частину однойменного півострова, який омивається на північному заході Ірландським морем, на південному заході — лиманом річки Ді, на південному сході межує з унітарною одиницею Західний Чешир та Честер, на північному сході омивається річкою Мерсі, яка відокремлює боро від решти церемоніального графства Мерсісайд.

### Клімат
У Вірралі помірний морський клімат з прохолодним літом та м'якою зимою. 
Кількість дощових днів, у середньому, становить 181 день на рік. 
Снігопади відносно рідкісні, у середньому 22 дні на рік.
| Клімат Віррала          | Клімат Віррала | Клімат Віррала | Клімат Віррала | Клімат Віррала | Клімат Віррала | Клімат Віррала | Клімат Віррала | Клімат Віррала | Клімат Віррала | Клімат Віррала | Клімат Віррала | Клімат Віррала | Клімат Віррала |
| Показник                | Січ.           | Лют.           | Бер.           | Квіт.          | Трав.          | Черв.          | Лип.           | Серп.          | Вер.           | Жовт.          | Лист.          | Груд.          | Рік            |
| Абсолютний максимум, °C | 13             | 15             | 17             | 26             | 27             | 32             | 32             | 33             | 27             | 23             | 16             | 15             | 33             |
| Середній максимум, °C   | 6,6            | 6,6            | 9,4            | 11,6           | 15,5           | 17,7           | 20             | 19,4           | 16,6           | 12,7           | 9,4            | 7,7            | 12,7           |
| Середня температура, °C | 5              | 4              | 7              | 8              | 12             | 14             | 17             | 16             | 14             | 11             | 7              | 6              | 10             |
| Середній мінімум, °C    | 2,2            | 2,2            | 3,3            | 4,4            | 7,2            | 10,5           | 12,7           | 12,2           | 10             | 7,2            | 4,4            | 3,3            | 6,6            |
| Абсолютний мінімум, °C  | −10            | −7             | −6             | −2             | 0              | 0              | 7              | 5              | 0              | −2             | −5             | −13            | −13            |
| Норма опадів, мм        | 97             | 94             | 101            | 85             | 68             | 71             | 40             | 55             | 44             | 61             | 78             | 65             | 854            |
| ----------------------- | -------------- | -------------- | -------------- | -------------- | -------------- | -------------- | -------------- | -------------- | -------------- | -------------- | -------------- | -------------- | -------------- |

## Історія
Метрополітенське боро Віррал було утворене 1 квітня 1974 року, відповідно до Закону про місцеве самоврядування 1972 року, шляхом об'єднання боро Беркенгед, Волласі, Бебінґтона та міських боро Гойлаке та Віррал.

## Населення
Населення метрополітенського боро Віррал, станом на 2018 рік, налічувало 323 235 осіб.
| 2001    | 2005    | 2008    | 2014    | 2016    | 2018    |
| ------- | ------- | ------- | ------- | ------- | ------- |
| 312 293 | 313 100 | 311 200 | 320 914 | 321 238 | 323 235 |

### Міста на території боро
| Назва (укр.) | Назва (англ.) | Населення (2011) |
| ------------ | ------------- | ---------------- |
| Волласі      | Wallasey      | 60 284           |
| Беркенгед    | Birkenhead    | 88 818           |
| Мортон       | Moreton       | 17 670           |
| Бебінґтон    | Bebington     | 15 768           |
| Бромборо     | Bromborough   | 14 850           |
| Прентон      | Prenton       | 14 488           |
| Гесволл      | Heswall       | 13 401           |
| Гойлейк      | Hoylake       | 13 348           |
| Вест Кірбі   | West Kirby    | 12 733           |

## Міста-побратими
- Новий Сонч, Польща[6]
- Лор'ян, Франція[7]
- Женнвільє, Франція[7]
- Мідленд, Техас, США

## Світлини

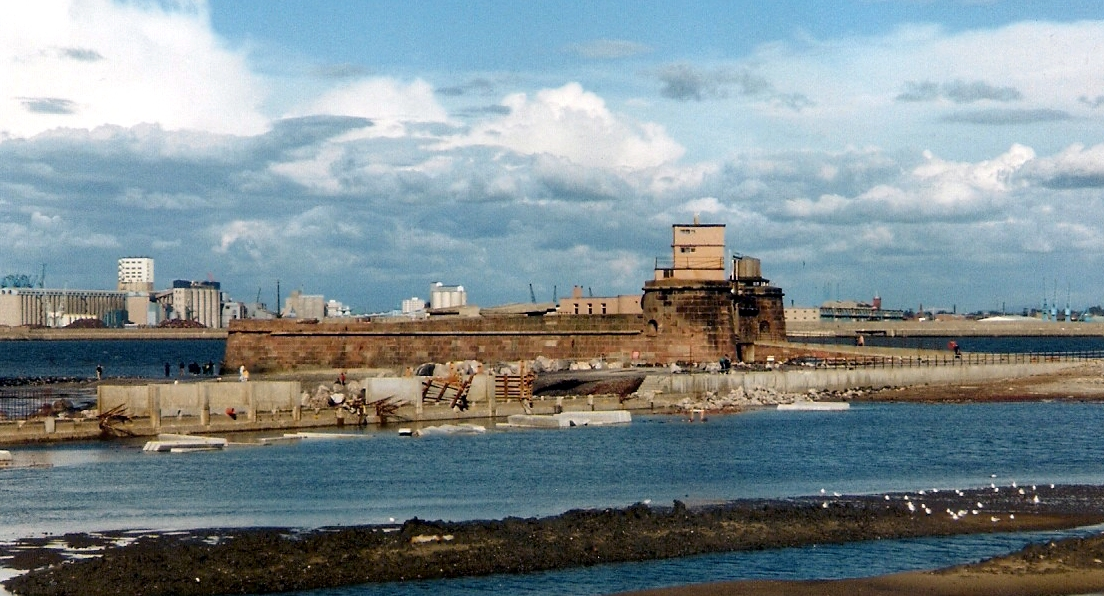
Форт Перч-Рок[en]
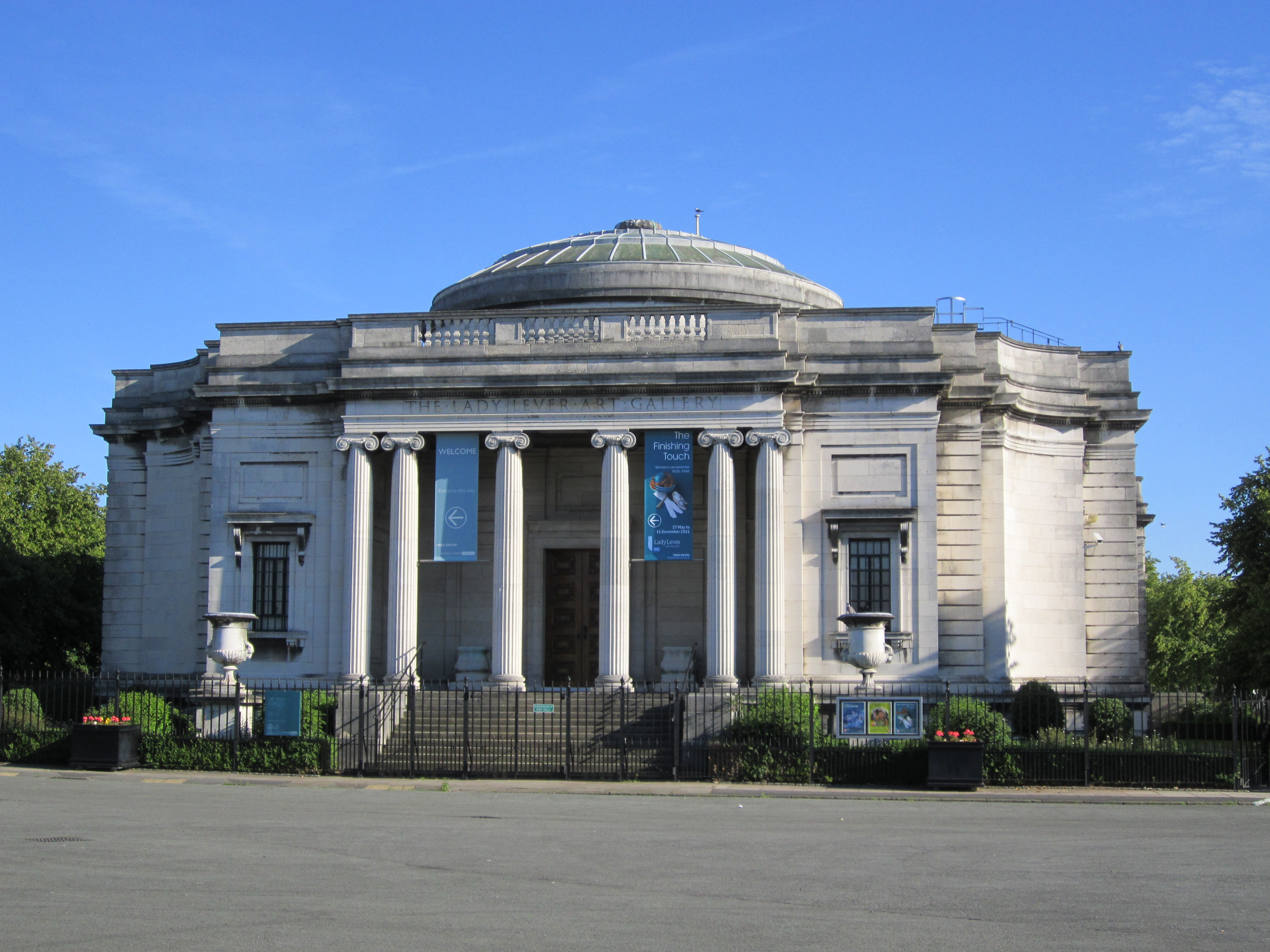
Художня галерея леді Левер у Порт-Санлайт
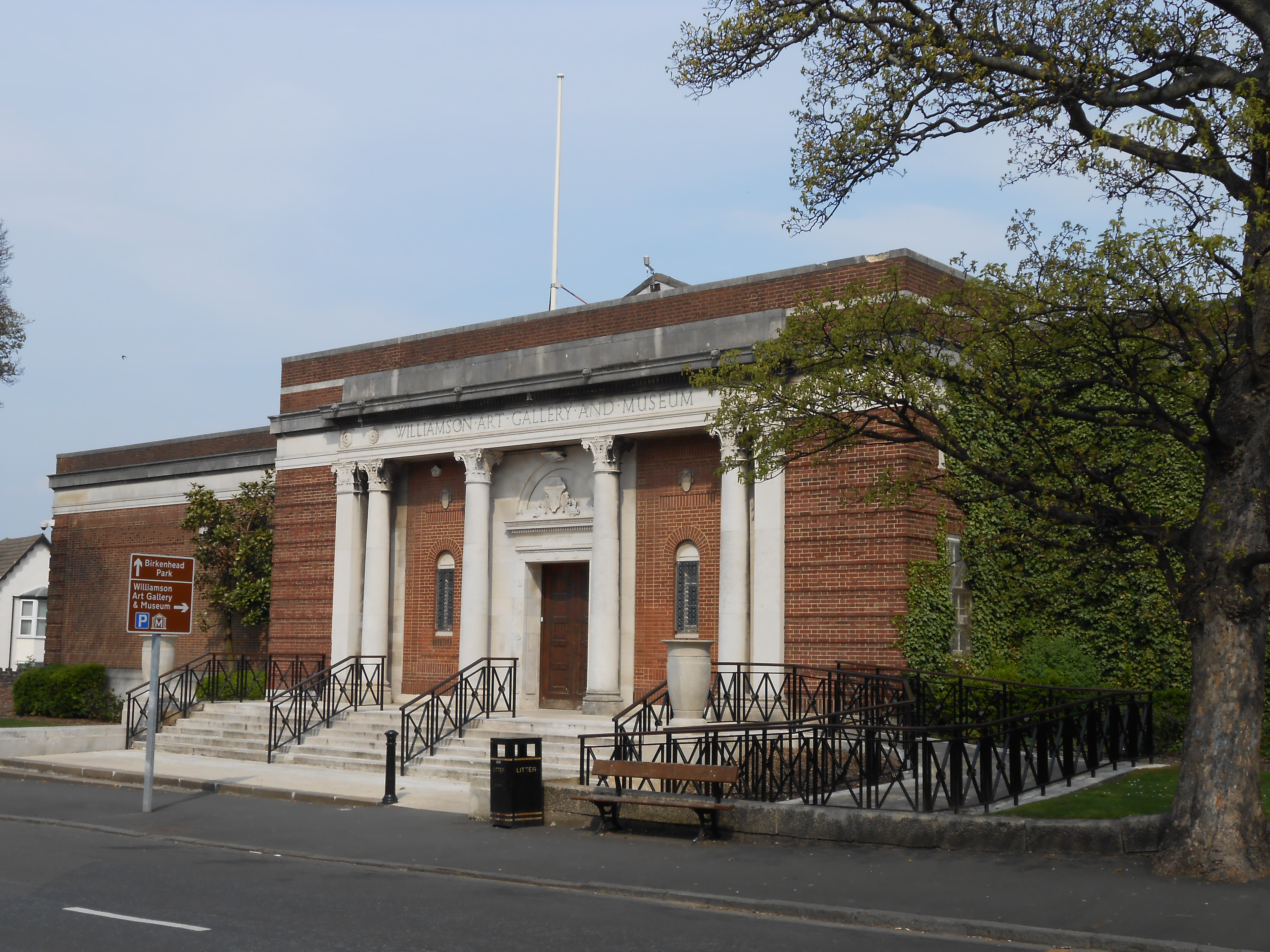
Художня галерея та музей Вільямсона у місті Беркенгед
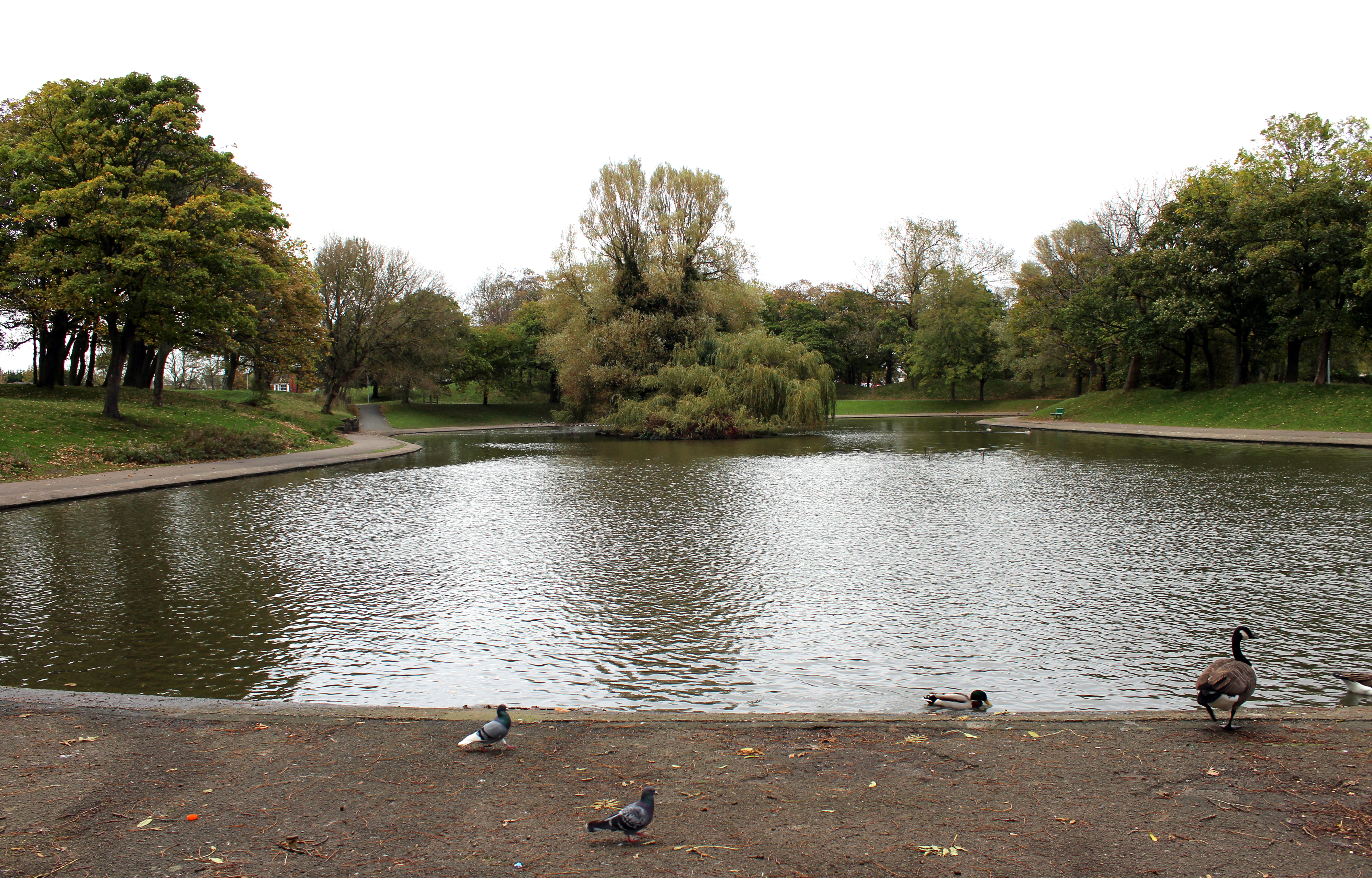
Озеро у Центральному парку Волласі[en]
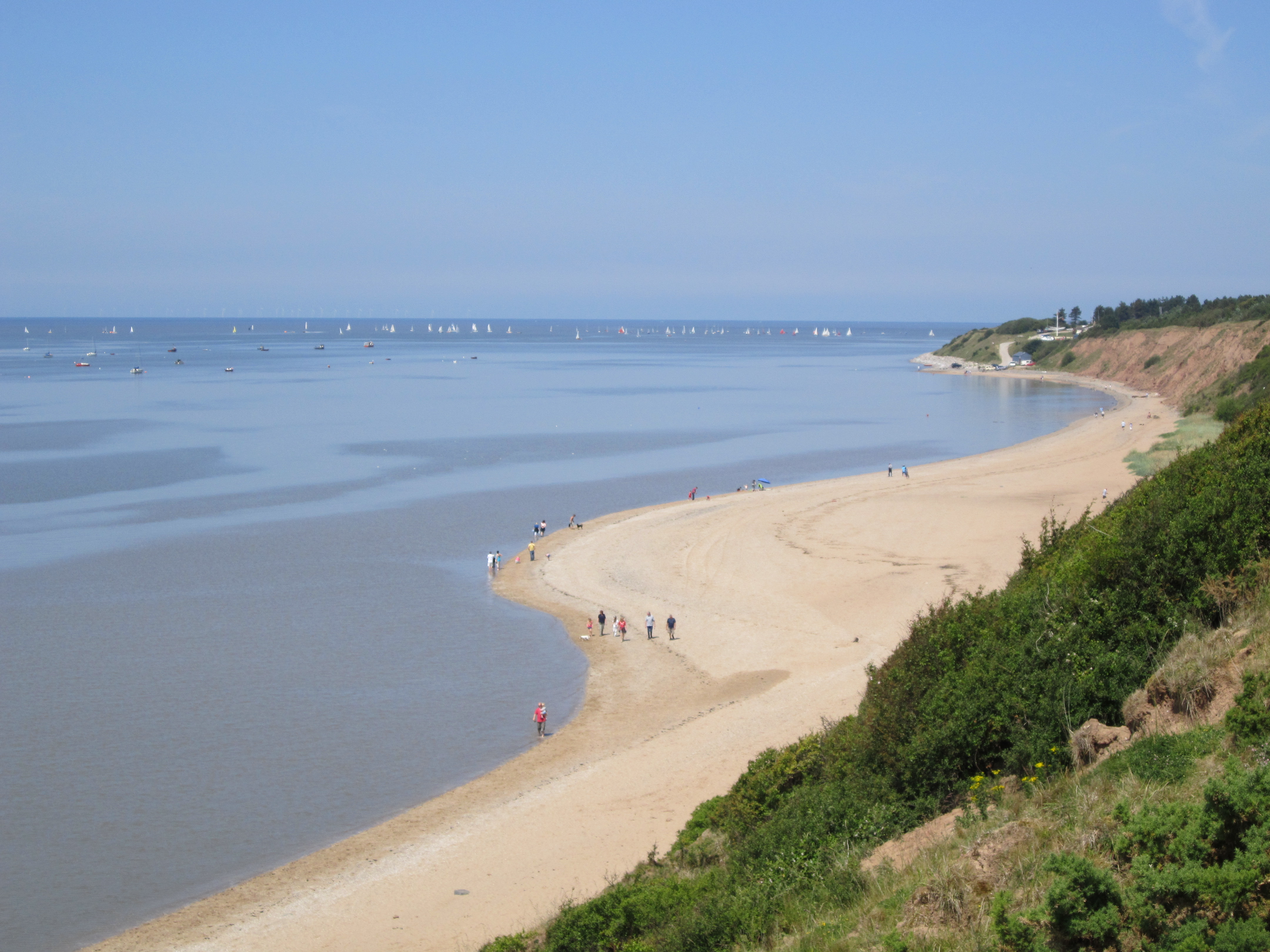
Пляж Турстастон
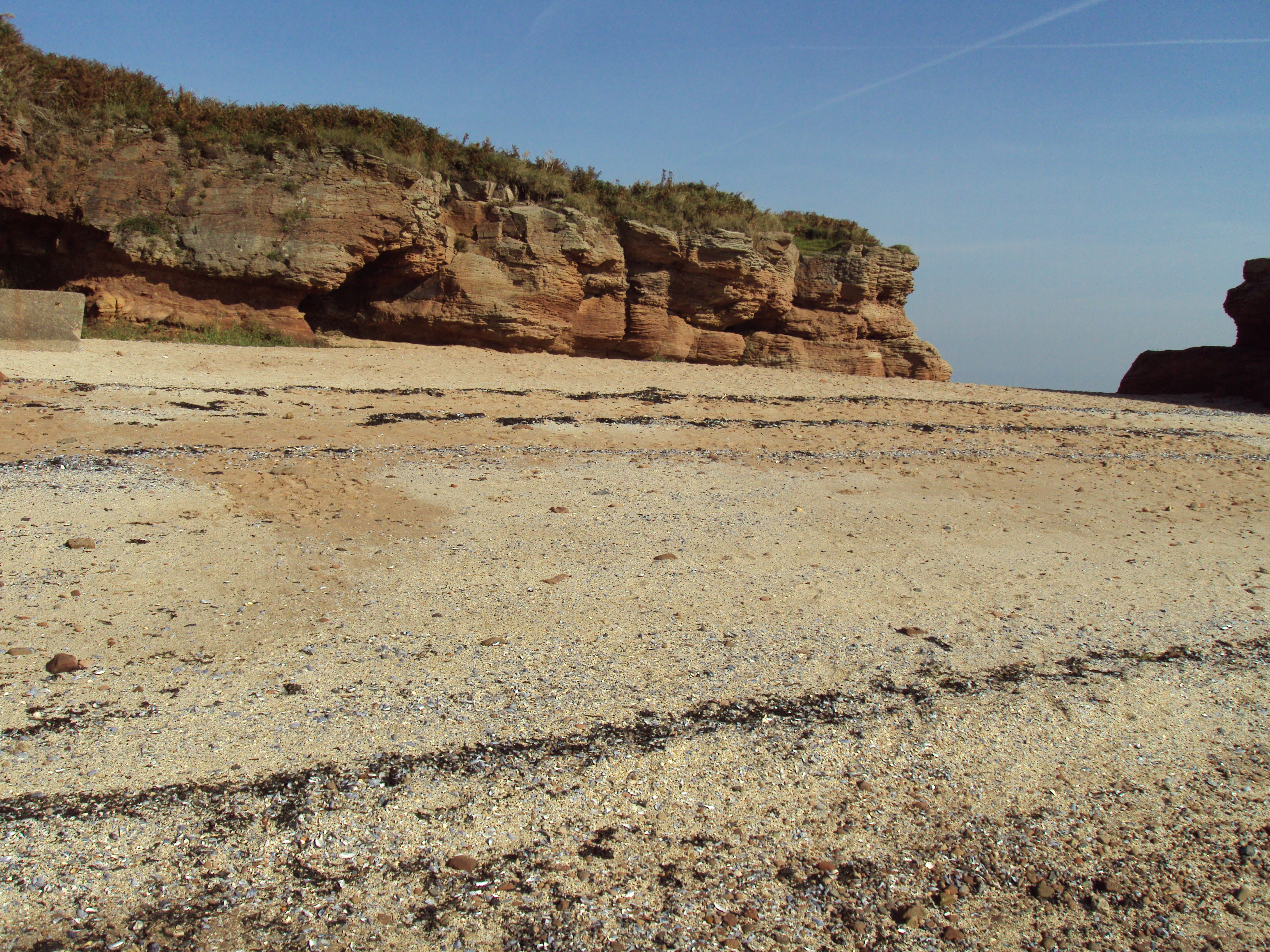
Берег острова Гілбрі[en]